# Georg von Speyer
Georg von Speyer (Spira, 1500 – Coro, 11 giugno 1540) fu un conquistador tedesco che operò in Nuova Granada, le odierne Venezuela e Colombia. Il suo vero nome era Georg Hohermuth, ma scelse di prendere il cognome dal luogo di nascita (Speyer). A volte si parla di lui usando la versione spagnola del nome, Jorge de la Espira.

## Biografia
Von Speyer fu tra i giovani in cerca di fortuna spronati dalle famiglie ricche di Anton e Bartholomeus Welser, abitanti ad Augusta, a colonizzare la Venezuela nel 1534. Fu messo a capo di un gruppo di coloni che arrivarono nelle Americhe nel 1535, per scoprirsi governatore della concessione Welser, dato che il predecessore Ambrosius Ehinger era morto nel 1533. Tra il 1535 ed il 1538 setacciò il Venezuela sud-occidentale e la Colombia settentrionale in cerca di El Dorado, prima nella compagnia di Nikolaus Federmann e poi con Philipp von Hutten. A causa dei problemi fisici dovette dimettersi da governatore nel 1539.
La sua prima spedizione alla ricerca di El Dorado fu richiesta da Nikolaus Federmann, che era già stato in passato in quella regione. Partendo dalla città di Rio Hacha, costeggiarono il versante orientale della cordigliera seguendo la rotta del sale nel punto in cui attraversa le Ande entrando nella terra dei Chibcha. I Chibcha erano una cultura avanzata il cui regno era già stato parzialmente conquistato da Gonzalo Jiménez de Quesada partendo da Santa Marta, nell'attuale Colombia, sotto gli ordini di Pedro Fernández de Lugo. Tornarono a Coro a mani vuote. La seconda spedizione non ebbe successo e Speyer morì a Coro nel 1540.